# Klaus Theo Schröder

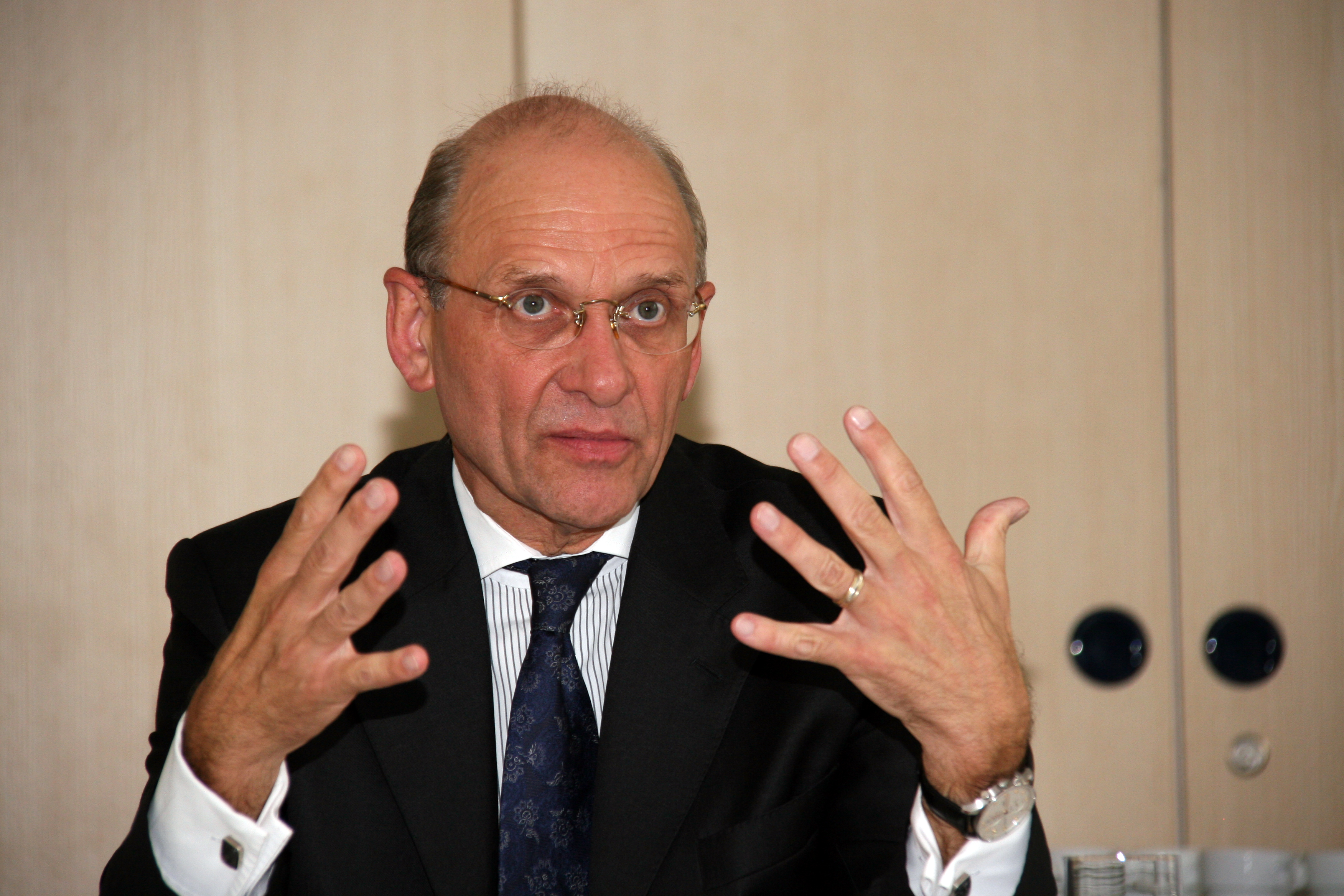
Klaus Theo Schröder, Juli 2009

Klaus Theo Schröder (* 5. Februar 1948 in Moers; † 12. Februar 2012) war ein deutscher Politiker (SPD). Er war von 2001 bis 2009 beamteter Staatssekretär im Bundesministerium für Gesundheit.

## Werdegang
Im Anschluss an sein Studium arbeitete Schröder zunächst einige Jahre wissenschaftlich an der Gesamthochschule Duisburg, der Wirtschaftsuniversität Wien, der Universität Trier, sowie am Fraunhofer-Institut für System- und Innovationsforschung in Karlsruhe an Fragen des Einsatzes und der Wirkung moderner Technologien, der Struktur- sowie der Forschungs- und Innovationspolitik.
Im November 1986 begann er seine Tätigkeit im damaligen Ministerium für Arbeit, Gesundheit und Soziales des Landes Nordrhein-Westfalen in Düsseldorf. Unter den Ministern Hermann Heinemann und Franz Müntefering hatte er unterschiedliche leitende Funktionen inne zu den Themen Arbeitsmarkt und Strukturwandel, Kinder, Jugend, Familie, sowie zu Grundsatz- und Querschnittsfragen der Sozial- und Gesundheitspolitik.
Im Dezember 1994 wurde Schröder als Staatssekretär in das Thüringer Ministerium für Soziales und Gesundheit in Erfurt berufen, in dem er unter anderem für einen neuen Krankenhausplan und die Umstrukturierung der Thüringer Krankenhauslandschaft verantwortlich zeichnete.
Im Dezember 1999 wurde er Staatssekretär der Senatsverwaltung für Arbeit, Soziales und Frauen des Landes Berlin. Dort trug er insbesondere Verantwortung für die Gesundheitspolitik, die Stabilisierung der Berliner Krankenkassen und die Umgestaltung der städtischen Krankenhäuser Berlins.
Anschließend arbeitete er ab Dezember 2000 als Bereichsleiter des Vorstandsbereiches Baden-Württemberg, Hessen, Nordrhein-Westfalen in der Rhön-Klinikum AG in Bad Neustadt an der Saale, von wo aus er im Januar 2001 als beamteter Staatssekretär in das Bundesministerium für Gesundheit wechselte. Nach der Bundestagswahl 2009 wurde Philipp Rösler neuer Bundesgesundheitsminister, die Leitungsfunktionen wurden durch Politiker der schwarz-gelben Koalition übernommen. Schröder schied somit nach über acht Jahren aus dem Amt.
Im April 2010 wurde Schröder von den Gesellschaftern der Gematik als Schlichter benannt. Er hatte die Aufgabe, Lösungen zu finden bei Kontroversen zwischen Krankenkassen und Ärzten über die geplanten Anwendungen der Elektronischen Gesundheitskarte, dem Zugangsschlüssel der Patienten zur Telematikinfrastruktur in der Bundesrepublik Deutschland. Diese Kontroversen hatten die Arbeit der Gematik GmbH lange blockiert.
Zum 1. Januar 2011 wurde Schröder als Nachfolger von Helmut Müller zum neuen Ombudsmann für den Verband der Privaten Krankenversicherung (PKV) ernannt. Seine Aufgabe war es, Empfehlungen bei Streitigkeiten zwischen Versicherten und Versicherungen zu geben, um eine außergerichtliche Einigung zu erzielen. Dem Verband gehörten zum Zeitpunkt seines Amtsantrittes 43 Versicherer und knapp 9 Millionen Vollversicherte an. Nach seinem Tod übernahm Müller kommissarisch erneut die Rolle.
Klaus Theo Schröder war verheiratet und hat zwei Kinder. Er war SPD-Mitglied.